# 斯維奇夫
50°52′4″N 24°33′24″E / 50.86778°N 24.55667°E
斯維奇夫（烏克蘭語：Свійчів），是烏克蘭西北部的村莊，隸屬沃倫州的沃洛德米爾區。該村始建於1570年，面積1.19平方公里，海拔高度215米，2001年人口397，人口密度每平方公里333.61人。